# Leichtathletik-Weltmeisterschaften 2022/Teilnehmer (Zypern)
| Gelbes Symbol für Goldmedaillen mit stilisierten Olympischen Ringen | Graues Symbol für Silbermedaillen mit stilisierten Olympischen Ringen | Braundes Symbol für Bronzemedaillen mit stilisierten Olympischen Ringen |
| ------------------------------------------------------------------- | --------------------------------------------------------------------- | ----------------------------------------------------------------------- |
| —                                                                   | —                                                                     | —                                                                       |

Der zyprische Leichtathletikverband nahm an den Leichtathletik-Weltmeisterschaften 2022 in Eugene mit jeweils zwei Athletinnen und Athleten teil.

## Ergebnisse

### Männer

#### Laufdisziplinen
| Athlet           | Disziplin    | Vorlauf | Vorlauf | Halbfinale | Halbfinale | Finale | Finale |
| Athlet           | Disziplin    | Zeit    | Platz   | Zeit       | Platz      | Zeit   | Platz  |
| ---------------- | ------------ | ------- | ------- | ---------- | ---------- | ------ | ------ |
| Milan Traikovits | 110 m Hürden | 13,52 s | 02      | 13,49 s    | 06         | DNQ    | DNQ    |

#### Sprung/Wurf
| Athlet             | Disziplin  | Qualifikation | Qualifikation | Finale     | Finale |
| Athlet             | Disziplin  | Weite/Höhe    | Platz         | Weite/Höhe | Platz  |
| ------------------ | ---------- | ------------- | ------------- | ---------- | ------ |
| Apostolos Parellis | Diskuswurf | 62,46 m       | 16            | DNQ        | DNQ    |

### Frauen

#### Laufdisziplinen
| Athletin          | Disziplin | Vorlauf | Vorlauf | Halbfinale | Halbfinale | Finale | Finale |
| Athletin          | Disziplin | Zeit    | Platz   | Zeit       | Platz      | Zeit   | Platz  |
| ----------------- | --------- | ------- | ------- | ---------- | ---------- | ------ | ------ |
| Olivia Fotopoulou | 200 m     | 23,25 s | 04      | DNQ        | DNQ        | –      | –      |

#### Sprung/Wurf
| Athletin           | Disziplin  | Qualifikation | Qualifikation | Finale     | Finale |
| Athletin           | Disziplin  | Weite/Höhe    | Platz         | Weite/Höhe | Platz  |
| ------------------ | ---------- | ------------- | ------------- | ---------- | ------ |
| Filippa Fotopoulou | Weitsprung | NM            | NM            | DNQ        | DNQ    |